# Der beste Umbau
Der beste Umbau ist ein Architekturpreis für „beispielgebende Umbauten“ in der Schweiz und in Liechtenstein. Seit 2004 werden alle zwei Jahre von der Zeitschrift Umbauen+Renovieren die besten Umbauten, Erweiterungen und Sanierungen ausgezeichnet. Die siegreichen Architekten erhalten eine Preissumme von 10'000 Schweizer Franken.

## Geschichte
Umbauen ist ein aktuelles Thema und wird in Zukunft auch an Wichtigkeit gewinnen. Um dem Erhalt von Bausubstanz und dem Umgang mit Bestehendem zu einer größeren Beachtung zu verhelfen, vergibt die Zeitschrift Umbauen+Renovieren seit 2004 den Architekturpreis Der beste Umbau. Ausgezeichnet werden umgebaute, erweiterte und sanierte Häuser von herausragender architektonischer Qualität.
Neben dem Preis „Der beste Umbau“ wird auch der „Das beste Einfamilienhaus“ verliehen.

## Prämierte Objekte
Der Jurypreisträger erhält den Goldenen Handschuh aus Braunbronze und der Publikumspreisträger erhält den Silbernen Handschuh aus Zinn, eine vom Zürcher Künstler Max Grüter kreierte Skulptur. Diese beiden Handschuhe stehen für den behutsamen Umgang mit der bestehenden Bausubstanz.

### 2004
|                | Ort           | Titel                       | Architekt                             |
| -------------- | ------------- | --------------------------- | ------------------------------------- |
| Jurypreis      | Troistorrents | Umbau Chalet                | Bonnard Woeffray Architectes, Monthey |
| Publikumspreis | Ziefen        | Umnutzung Zweiloft Diegmatt | Oliver Brandenberger, Basel           |

### 2006
|                   | Ort          | Titel                          | Architekt                                  |
| ----------------- | ------------ | ------------------------------ | ------------------------------------------ |
| Jurypreis         | Zollikerberg | Umbau Terrassenhaus            | Regula Harder und Jürg Spreyermann, Zürich |
| Publikumspreis    | Chamoson     | Umbau Steinhaus                | Laurent Savioz Architecte, Sion            |
| Besondere Nennung | Brusio       | Umbau und Renovation Steinhaus | Daniel Dähler mit Benedikt Schlatter, Bern |

### 2008
|                   | Ort    | Titel                                        | Architekt               |
| ----------------- | ------ | -------------------------------------------- | ----------------------- |
| Jurypreis         | Basel  | Umbau Wohnanlage Sevogelstrasse              | Buchner Bründler, Basel |
| Publikumspreis    | Fläsch | Renovation und Anbau Weinbauernhaus          | atelier-f, Fläsch       |
| Besondere Nennung | Luzern | Aufbau Dachgeschosse Wohn- und Geschäftshaus | Daniele Marques, Luzern |

### 2012
|                   | Ort     | Titel                                         | Architekt                                 |
| ----------------- | ------- | --------------------------------------------- | ----------------------------------------- |
| Jurypreis         | Zürich  | Umbau und Aufstockung Selnaustrasse           | PARK Peter Althaus Markus Lüscher, Zürich |
| Publikumspreis    | Stäfa   | Umbau und Erweiterung Einfamilienhaus         | Think Architecture, Zürich                |
| Besondere Nennung | Charrat | Umbau eines Hauses mit Scheune                | clavienrossier architectes, Genf          |
| Besondere Nennung | Basel   | Umnutzung einer Fabrik in ein Musikerwohnhaus | Buol & Zünd Architekten BSA, Basel        |

### 2014
|                | Ort        | Titel                                        | Architekt                         |
| -------------- | ---------- | -------------------------------------------- | --------------------------------- |
| Jurypreis      | Landecy    | Umnutzung Kornspeicher in zwei Wohneinheiten | Charles Pictet, Genf              |
| Publikumspreis | Giète-Délé | Umbau eines Ferienhauses                     | Savioz Fabrizzi Architectes, Sion |

### 2016
|                     | Ort             | Titel                                | Architekt                       |
| ------------------- | --------------- | ------------------------------------ | ------------------------------- |
| Jurypreis           | Bern            | Umbau und Sanierung Mehrfamilienhaus | Kast Kaeppeli Architekten, Bern |
| Publikumspreis      | Axalp ob Brienz | Umbau Weidhaus                       | Markus von Bergen, Lausanne     |
| Sonderpreis Energie | Münster VS      | Sanierung und Umbau Heidenhaus       | Roman Hutter, Luzern            |

### 2018
|                                 | Ort            | Titel                                                | Architekt                                         | Fotografie |
| ------------------------------- | -------------- | ---------------------------------------------------- | ------------------------------------------------- | ---------- |
| Jurypreis                       | Zürichsee      | Umbau Bauernhaus                                     | Käferstein & Meister, Zürich                      |            |
| Jurypreis & Sonderpreis Energie | Basel          | Umbau und Aufstockung Stadthaus                      | Salathé Architekten und Reuter Architekten, Basel |            |
| Publikumspreis                  | Zürich         | Umbau Terrassenhauswohnung von Cramer Jaray Paillard | Diethelm & Spillmann, Zürich                      |            |
| Besondere Nennung               | Brugg-Windisch | Umbau Wohnhaus                                       | Wülser Bechtel Architekten, Zürich                |            |

### 2020
- Jury: Stefan Cadosch, Remo Derungs, Dominique Salathé, Naomi Hajnos, Britta Limper

|                   | Ort      | Titel                       | Architekt                  |
| ----------------- | -------- | --------------------------- | -------------------------- |
| Jurypreis         | Mosogno  | Umbau Steinhaus             | Buchner Bründler, Basel    |
| Publikumspreis    | Alp Flix | Umbau Ferienhaus            | Michael Hemmi, Haldenstein |
| Besondere Nennung | VD       | Umbau Wohn- und Atelierhaus | SAJ Architekten, Bern      |

## Interviews
- 2017: Der beste Umbau 2016 – Publikumspreis
- 2017: Der beste Umbau 2016 – Nomination Wespi de Meuron Romeo Architekten
- 2017: Der beste Umbau 2016 – Nomination Buchner Bründler Architekten
- 2017: Der beste Umbau 2016 – Sonderpreis Energie
- 2017: Architekturpreise 2016 – Preisverleihung

## Sponsoren
Hauptsponsor
- RaiffeisenCasa

Co-Sponsoren
- Betonsuisse
- Feller by Schneider Electric
- zehnder
- Laufen arwa

Messepartner
- SwissBau